# Pier Paolo Bianchi
Pier Paolo Bianchi   (Rímini, 11 de març de 1952) és un antic pilot de motociclisme italià que va guanyar tres Campionats del món i tres d'Itàlia de 125cc al tombant de la dècada del 1970, sempre amb Morbidelli o la seva successora, MBA. El 2003 fou nomenat Comendador de l'Orde al Mèrit de la República Italiana (al costat d'altres campions italians com ara Giacomo Agostini, Bruno Ruffo, Eugenio Lazzarini i Carlo Ubbiali) i el 2019 li fou atorgat el Collare d'oro al merito sportivo.

## Carrera esportiva
Bianchi va debutar en competició amb una Guazzoni 60 a Cesenatico el 1968. Va seguir corrent amb la petita motocicleta milanesa fins al 1971 i durant aquesta etapa va obtenir bons resultats, tant en curses de velocitat com en pujades de muntanya. El 1972 va esdevenir pilot oficial de Minarelli i va guanyar el Campionat de Muntanya d'Itàlia en la categoria de 50cc, títol que va repetir els dos anys següents.
Bianchi va debutar en Gran Premi a la categoria de 125cc el 1973 amb una Yamaha. El 1974 va córrer com a comodí de Minarelli i l'any següent va ser contractat primer com a membre de l'equip i després com a pilot principal per Morbidelli, amb la qual va debutar el 1975 i va acabar la temporada com a subcampió del món darrere del seu company d'equip Paolo Pileri. El 1976 va guanyar el seu primer títol mundial de 125cc després de guanyar sis Grans Premis (Àustria, Alemanya, Iugoslàvia, Països Baixos, Suècia i Finlàndia) i superar per 23 punts a l'espanyol Ángel Nieto a la classificació general. El 1977 va revalidar el títol de manera encara més clara: set victòries, dos segons llocs i 131 punts a la general.
El 1978 va tornar a Minarelli, on va tenir l'oportunitat de guanyar quatre curses, tot i que finalment va acabar tercer a la classificació general. Les coses van anar encara pitjor el 1979 i es va haver de conformar amb una sola victòria (Suècia) i va acabar desè a la classificació general. El 1980 va decidir de tornar a Morbidelli, anomenada ara "MBA" després d'haver-se associat amb Benelli el 1974. Amb la MBA va guanyar el seu tercer títol mundial de 125cc.
A aquest tercer campionat el van seguir llargs períodes de crisi i experiments tècnics que van acabar amb dues temporades fluixes (1982-1983) amb la Sanvenero (marca successora de MBA). El 1984, Bianchi va tornar a destacar en quedar tercer al mundial de 80cc amb una Seel, mentre que el 1985 semblava disposat a guanyar de nou el mundial de 125cc amb la MBA, però un problema mecànic el va endarrerir en la darrera. cursa, el Gran Premi de San Marino, i Fausto Gresini va guanyar la cursa i el títol mundial.
A partir de 1986 i fins a la seva retirada de les curses el 1989, Bianchi va poder guanyar només un Gran Premi amb la Seel 80.

## Resultats al Mundial de motociclisme
Barem de puntuació de 1969 a 1987:
| Posició | 1  | 2  | 3  | 4 | 5 | 6 | 7 | 8 | 9 | 10 |
| Punts   | 15 | 12 | 10 | 8 | 6 | 5 | 4 | 3 | 2 | 1  |

Barem de puntuació de 1988 a 1991:
| Posició | 1  | 2  | 3  | 4  | 5  | 6  | 7 | 8 | 9 | 10 | 11 | 12 | 13 | 14 | 15 |
| Punts   | 20 | 17 | 15 | 13 | 11 | 10 | 9 | 8 | 7 | 6  | 5  | 4  | 3  | 2  | 1  |

(Ids. Grans Premis | Llegenda) (Curses en negreta indiquen pole; curses en  itàlica indiquen volta ràpida)
| Any  | Categoria | Equip      | 1      | 2      | 3      | 4      | 5      | 6      | 7      | 8      | 9      | 10     | 11     | 12    | 13    | Punts | Posició | Victòries |
| ---- | --------- | ---------- | ------ | ------ | ------ | ------ | ------ | ------ | ------ | ------ | ------ | ------ | ------ | ----- | ----- | ----- | ------- | --------- |
| 1973 | 125cc     | Yamaha     | FRA -  | AUT -  | GER -  | NAT 5  | IOM -  | YUG -  | DTT -  | BEL -  | CSR -  | SWE -  | FIN -  | ESP - |       | 6     | 22n     | 0         |
| 1974 | 125cc     | Minarelli  | FRA -  | GER -  | AUT -  | NAT 3  | DTT -  | BEL -  | SWE -  | CSR -  | YUG -  | ESP -  |        |       |       | 10    | 17è     | 0         |
| 1975 | 125cc     | Morbidelli | FRA -  | ESP 4  | AUT 2  | GER 2  | NAT 2  | DTT 2  | BEL 2  | SWE 2  | CSR -  | YUG -  |        |       |       | 72    | 2n      | 0         |
| 1976 | 125cc     | Morbidelli | AUT 1  | NAT 1  | YUG 1  | DTT 1  | BEL -  | SWE 1  | FIN 1  | GER -  | ESP 1  |        |        |       |       | 90    | 1r      | 7         |
| 1977 | 125cc     | Morbidelli | VEN -  | AUT 2  | GER 1  | NAT 1  | ESP 1  | FRA 1  | YUG 1  | DTT 9  | BEL 1  | SWE 2  | FIN 1  | GBR - |       | 131   | 1r      | 7         |
| 1978 | 125cc     | Minarelli  | VEN 1  | ESP -  | AUT 3  | FRA 1  | NAT -  | DTT -  | BEL 1  | SWE 1  | FIN -  | GBR -  | GER -  | YUG - |       | 70    | 3r      | 4         |
| 1979 | 125cc     | Minarelli  | VEN -  | AUT -  | GER -  | NAT -  | ESP -  | YUG 7  | DTT -  | BEL -  | SWE 1  | FIN -  | GBR 5  | CSR - | FRA 3 | 35    | 10è     | 1         |
| 1980 | 125cc     | MBA        | NAT 1  | ESP 1  | FRA 2  | YUG -  | DTT 4  | BEL 4  | FIN 2  | GBR 3  | CSR 5  | GER 7  |        |       |       | 90    | 1r      | 2         |
| 1981 | 125cc     | MBA        | ARG 5  | AUT 3  | GER -  | NAT -  | FRA 3  | ESP 3  | YUG 2  | DTT 3  | SM 3   | GBR 4  | FIN -  | SWE 4 | CSR - | 84    | 3r      | 0         |
| 1982 | 125cc     | Sanvenero  | ARG 6  | AUT 3  | FRA -  | ESP -  | NAT 2  | DTT -  | BEL 3  | YUG 2  | GBR 3  | SWE -  | FIN -  | CSR - |       | 59    | 4t      | 0         |
| 1983 | 125cc     | Sanvenero  | FRA -  | NAT NC | GER 3  | ESP 3  | AUT 3  | YUG NC | DTT NC | BEL NC | GBR 13 | SWE 7  | SM 5   |       |       | 40    | 8è      | 0         |
| 1984 | 80cc      | Rieju      | NAT 1  | ESP 1  | AUT 4  | GER 2  |        | YUG NC | DTT 6  | BEL 4  |        |        | SM 6   |       |       | 68    | 3r      | 2         |
| 1984 | 125cc     | MBA        | NAT NC | ESP -  |        | GER -  | FRA -  |        | DTT -  |        | GBR -  | SWE -  | SM -   |       |       | 0     | -       | 0         |
| 1985 | 125cc     | MBA        | ESP 1  | GER 3  | NAT 1  | AUT 4  | DTT 1  | BEL 5  | FRA 5  | GBR 2  | SWE 2  | SM NC  |        |       |       | 99    | 2n      | 3         |
| 1986 | 80cc      | Seel       | ESP 4  | NAT 5  | GER NC | AUT 3  | YUG 6  | DTT NC |        |        | GBR -  |        | SM 1   | BWU - |       | 44    | 8è      | 1         |
| 1986 | 125cc     | Seel       | ESP 7  | NAT 5  | GER 11 | AUT 4  |        | DTT NC | BEL 7  | FRA 7  | GBR 10 | SWE 9  | SM 6   | BWU - |       | 34    | 8è      | 0         |
| 1987 | 125cc     | MBA        | ESP 5  | GER 4  | NAT 5  | AUT NC | DTT 5  | FRA NC | GBR 2  | SWE 6  | CSR NC | SM NC  | POR NC |       |       | 43    | 7è      | 0         |
| 1988 | 125cc     | Cagiva     | ESP -  | NAT 4  | GER NC | AUT NC | DTT 9  | BEL 12 | YUG NC | FRA NC | GBR NC | SWE NC | CSR 25 |       |       | 24    | 19è     | 0         |
| 1989 | 125cc     | Seel       | JPN -  | AUS -  | ESP -  | NAT -  | GER NC | AUT -  | DTT -  | BEL -  | FRA -  | GBR -  | SWE -  | CSR - |       | 0     | -       | 0         |